# Четырёхточечный муравей

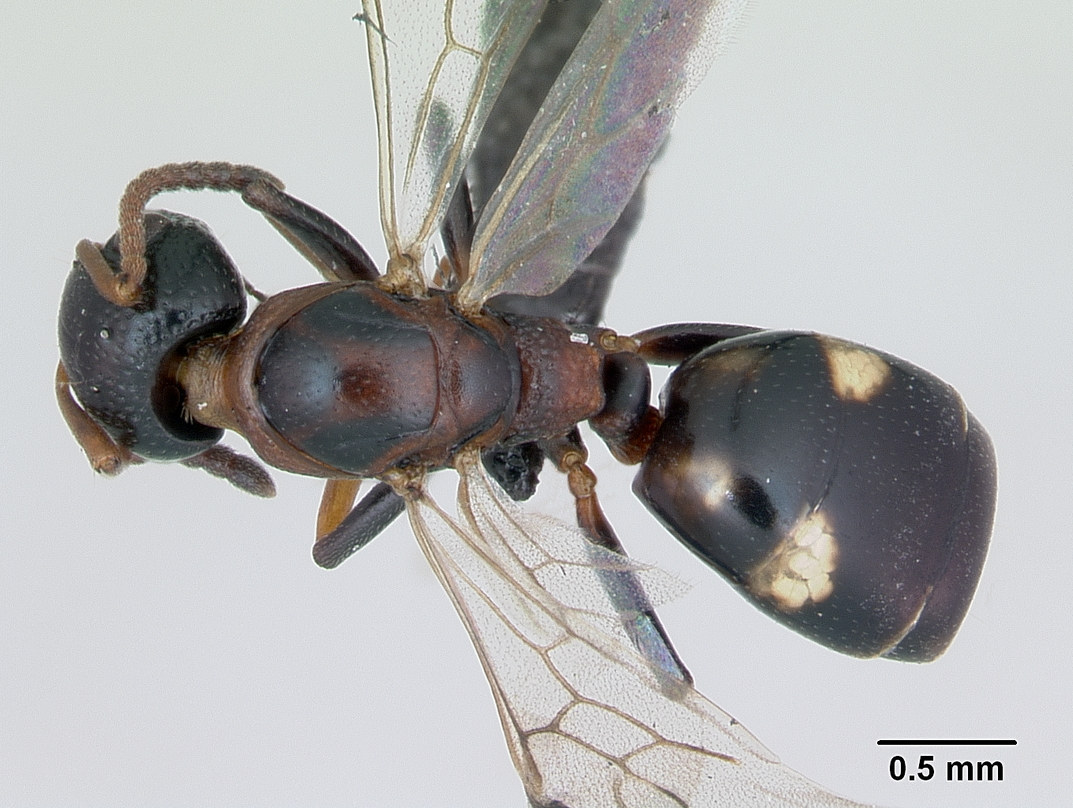
Крылатая самка сверху

Четырёхточечный муравей (Dolichoderus quadripunctatus) — вид древесных муравьёв рода Dolichoderus из подсемейства Dolichoderinae (Formicidae). Европа.

## Распространение
Центральная, Восточная и Южная Европа, от Франции и Испании далее на восток до Волги: Ульяновская область, Чувашия. Закавказье (Армения, Грузия).

## Описание
Мелкие древесные муравьи, длина рабочих 3—4 мм (самки и самцы до 5 мм), окраска в основном коричневая (грудь, усики, челюсти красновато-бурые), лапки светлее, голова и брюшко — буровато-чёрные с 4 светлыми пятнами (реже 2); самцы чёрные. Усики 12-члениковые (у самцов 13-члениковые), булавы нет. Покровы жёсткие, грубо скульптированные. Пронотум округлый, проподеум выступающий назад угловатый. Стебелёк между грудкой и брюшком состоит из одного членика петиолюса; жало отсутствует. Обитают в древесине, в сухих ветках, под корой.
В 2015 году в Киеве в антропогенном ландшафте в орехово-яблоневом саду (из грецкого ореха Juglans regia и яблони Malus domestica) впервые для этого вида обнаружена суперколония (или вторичная федерация) муравьёв D. quadripunctatus из 134 гнёзд, расположенных на нескольких деревьях (до 7 на одном растении).

## Систематика
Вид был впервые описан в 1771 году шведским натуралистом Карлом Линнеем под первоначальным названием Formica quadripunctata Linnaeus, 1771. Близкий вид обитающий на Дальнем Востоке и в Сибири — Пятнистый муравей (Dolichoderus sibiricus), — был описан под первоначальным названием как подвид Dolichoderus quadripunctatus subsp. sibiricus Emery, 1889.

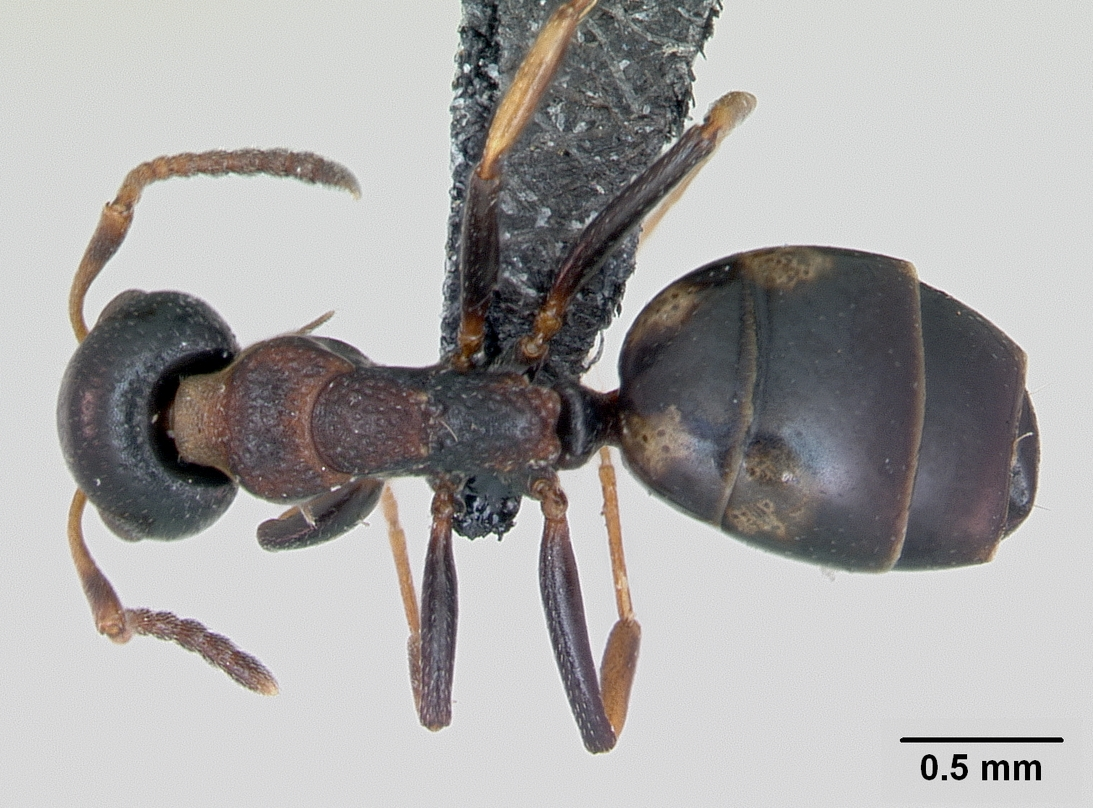
Рабочий сверху
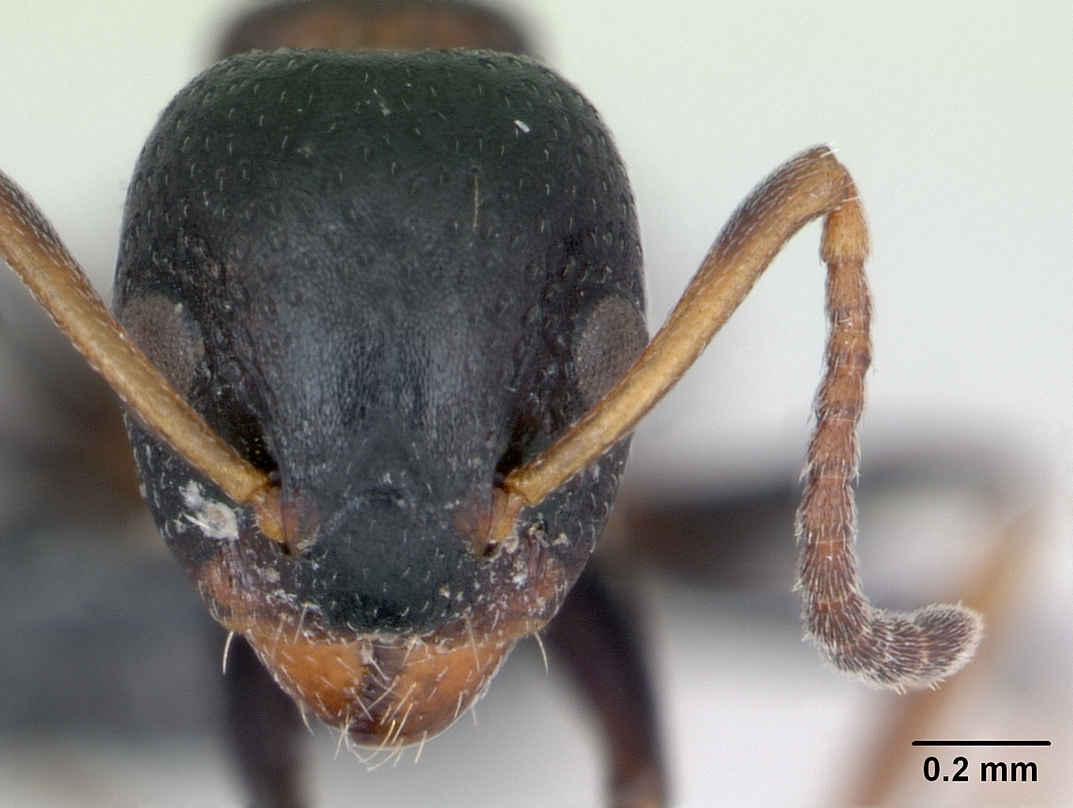
Голова рабочего
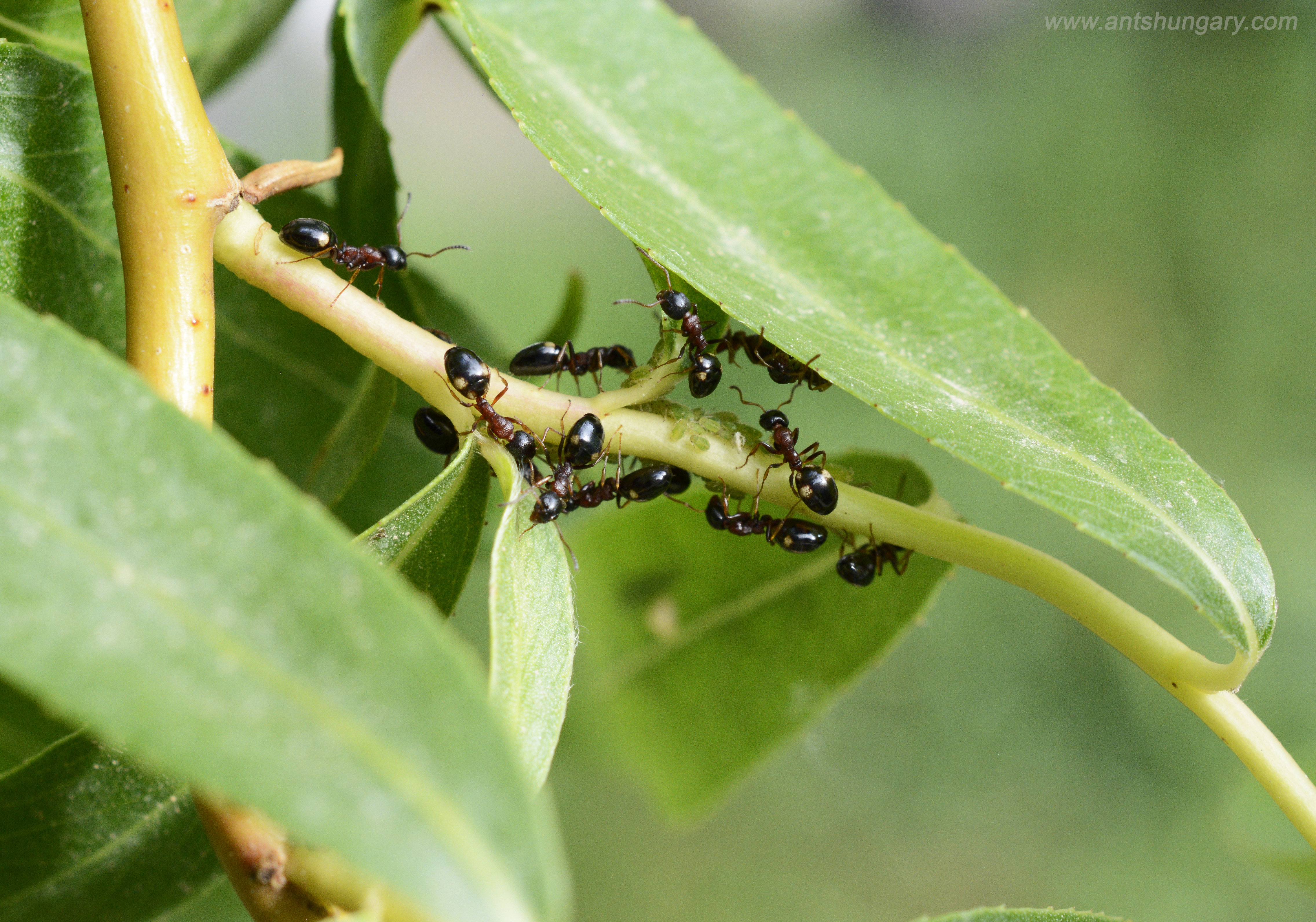

## Охранный статус
Занесен в региональные Красные книги. Например, Dolichoderus quadripunctatus включён в Красные книги Рязанской области (3-я категория, редкий вид, 2010) и Днепропетровской области (2011).